# Tomás Luis de Victoria
Tomás Luis de Victoria (asi 1548 Ávila – 27. srpna 1611 Madrid) byl nejslavnější španělský renesanční skladatel. Spolu s Giovannim Pierluigim da Palestrinou a Orlandem di Lassem patří k hlavním skladatelům pozdní renesance a byl „obdivován především pro naléhavost některých jeho motet, mší pro Officium Defunctorum a mší pro Svatý týden.“ Jeho dochované dílo je na rozdíl od děl jeho kolegů téměř výhradně duchovní a polyfonní vokální hudba na latinské texty. Jako katolický kněz, ale i vynikající varhaník a zpěvák, působil ve Španělsku i v Itálii. Dával však přednost kariéře skladatele před kariérou interpreta.

## Životopis
Tomás Luis de Victoria se narodil ve španělském městě Sanchidrián v dnešní provinci Ávila kolem roku 1548 jako sedmé dítě Francisca Luise de Victoria a Franciscy Suárez de la Concha. Když v srpnu 1557 jeho otec předčasně zemřel, bylo mu teprve devět let. Rodina nežila v bídě díky nejstaršímu Tomásovu bratrovi, který finančně vypomáhal ovdovělé matce výnosy ze zděděného majetku jejich podnikavého dědečka. Kolem roku 1558 se stal Tomás Luis zpěvákem ve sboru ávilské katedrály. Ihned po svém nástupu se mohl skladatel konfrontovat s jednou z nejvýznamnějších hudebních osobností tehdejšího Španělska, Gerónimo de Espinar, který tehdy působil v Ávile jako ředitel katedrálního kůru. Podle dochovaných kapitulních akt vyučoval sboristy kontrapunktu a harmonii, některé také hře na varhany a dalším disciplínám. Avšak jen několik měsíců po Victoriově příchodu (říjen 1558) Espinar náhle umírá. Teprve v červnu roku 1559 se pro katedrálu podařilo nalézt odpovídající náhradu v osobě Bernardina de Ribera. Ten působil v Ávile až do roku 1563, kdy odchází do Toleda. Je téměř jisté, že to byl právě Ribera, který nesmazatelně ovlivnil hudební rozvoj a rozhled Tomáse Luise, a to jak množstvím vlastních skladeb, které byly v ávilské katedrále za jeho působení nepochybně provozovány, tak prováděním skladeb evropských mistrů, jejichž tvorba v omezené míře pronikla i do španělského prostředí.
Victoria však nebyl ovlivněn pouze studiem polyfonní sborové literatury a návazných teoretických disciplín. Již od raného věku se mu s největší pravděpodobností dostalo i výcviku ve hře na klávesové nástroje a především ve hře na varhany pod vedením katedrálních varhaníků. Ávila byla již v té době proslavena jejich skvělými schopnostmi a výkony. Nejznámějšími mistry královského nástroje zde byli především Damián de Bolea, Bernabé del Águila a především Antonio de Cabezón, jenž byl se svým hráčským uměním proslaven po celém Španělsku. Jeho žena, Luisa Núñez, pocházela z významné ávilské rodiny. Jejich dům byl od sídla Victoriů vzdálen jen několik set metrů. Cabezón působil v Ávile v letech 1538–1560. Existují však také dohady, že se mladý Victoria setkával nejen s hudebníky starší generace, ale také se svými vrstevníky. Pravděpodobně se znal a setkával s Bartolomé de Escobedo, který působil na papežském dvoře a byl spřízněn s rodinou de Victoriovy matky. Je možné, že právě od něj vzešel impuls započít studia v Římě.
Posledním a zřejmě nejdůležitějším faktorem, který nasměroval skladatelův život ke klasickému typu studia a přísně křesťanskému pohledu na svět, byl jeho vstup do nově založené ávilské jezuitské školy. Chlapecká škola sv. Jiljí se ve městě zdárně rozvíjela od roku 1554 a byla dle tehdejších dokladů vysoce hodnocena, především pro svůj ucelený výukový systém.

### Působení v Římě
Zlom ve Victoriově životě nastal zřejmě poté, co jeho hlas dokončil mutační proměnu a nemohl pokračovat ve zpěvu v katedrálním sboru. Pravděpodobně na doporučení učitelů ve škole sv. Jiljí byl poslán do Říma, aby zde studoval na jezuitském kolegiu. Toto Collegium Germanicum bylo založeno 1540 jezuitou Ignácem z Loyoly. Přicházeli sem studenti z celé Evropy, ale především z německy mluvících zemí. Ti se po ukončení svého pobytu v Římě vraceli jako kněží do svých domovů, kde kladně působili při modernizaci církevních zvyklostí, liturgie a především hudby. Ta se na Collegiu stala pro studenty součástí každodenní práce a povinností. Jen v kostele sv. Apolináře, který sloužil potřebám Collegia, bylo v dobách největšího hudebního rozmachu ročně slouženo až 200 mší, na kterých různými způsoby participovali studenti, ať již jako hudebníci nebo (kon)celebranti. Dle zakládací listiny mohli být do Collegia přijímáni jen studenti ve věku mezi patnácti a jednadvaceti lety. V době, kdy na kolej přichází mladý Victoria, existovaly na koleji dva typy studentů – malá skupina německy mluvících studentů připravujících se na misionářskou a kazatelskou dráhu, a skupina tzv. convittori, tedy neněmeckých studentů, kteří si svá studia platili. Sem patřil i Victoria. Průměrný celkový počet žáků se pohyboval přibližně kolem dvou set.
Kolegium také mělo několik mecenášů a podporovatelů. K nejvýznamnějším patří především augsburský arcibiskup Otto von Truschess von Waldburg. Je pravděpodobné, že se s Victoriou poznal již za své španělské cesty rok před tím, než Tomás Luis vstoupil do kolegia v roce 1565. Skladatel se kardinálovi za jeho ochrannou ruku (a pravděpodobně i za jeho finanční podporu) odvděčil tím, že mu přímo dedikoval svoji první vydanou sbírku motet. Druhým významným mužem v pozadí byl španělský král Filip II. I jemu se později Victoria věnoval některé své skladby.
Casimiri, který se mimo jiné zabýval hodnocením souvislostí a vzájemných vztahů římských hudebníků, konstatoval, že se v průběhu svého studia musel Tomás Luis setkat s nejvýznamnějším hudebními osobnostmi své doby. Protože kolegium bylo jen nedaleko od Římského semináře, kde studovali například synové Giovanni Pierluigiho da Palestrina, oba mimořádně hudebně nadaní, muselo k setkání mladých hudebníků, a později i jejich otce, zákonitě dojít. Palestrina, aby mohl zaplatit nákladná studia svých synů, pracoval v semináři jako „maestro di capella“, stejně jako později Victoria.

### V aragonských službách
Počínaje lednem 1569 byl přijat do služeb aragonského kostela svaté Marie monserratské v Římě jako „cantor y soñador del órgano“ s měsíčním platem jednoho scuda. Jeho povinnosti sestávaly ze tří základních dovedností – jako varhaník, jako zpěvák a také jako kapelník (regenschori). Dnes bychom mohli jeho tehdejší práci nazvat jako ředitel hudby (podobně jako například J. S. Bach v Lipsku ap.). Je zajímavé pozorovat, jak podobně začínal svoji hudební kariéru Palestrina, jehož první místo jej posadilo na varhanní lavici v katedrále jeho rodného města. Victoria však na rozdíl od Palestriny aktivně pokračoval v dráze varhaníka až téměř do posledních dnů svého života po návratu do Madridu po roce 1600.
V letech 1569–1574, kdy řídil kůr u sv. Marie Monserratské, si vydělával na živobytí také zpěvem v jiných španělských kostelech v Římě, především v chrámu San Giacomo degli Spagnoli. Z účtů farnosti například vyplývá, že kostel zaplatil Victorovi mezi léty 1573–1582 za několikero vydání jeho skladeb a za jeho služby jako zpěváka při různých slavnostních bohoslužbách. Dokumentovány jsou také jeho služby v chrámu SS. Trinitá dei Pellegrini.
Daleko pravidelnějším zdrojem příjmů se však pro něj stala práce pro jeho almu mater, Collegium Germanicum. Nejprve jen příležitostně, ale později od roku 1571 pravidelně byl zaměstnáván jako učitel. Za svoji práci byl odměňován jedním a půl scudem měsíčně a bezplatným bydlením a stravou.
V roce 1572 vyšla tiskem jeho první sbírka motet. V úvodu, který věnoval Jeho eminenci kardinálu Ottovi von Truschess, píše mimo jiné:
| „ | „Od té chvíle, co jste mě Vy, nejproslulejší Kardinále, vzal pod svoji ochrannou ruku, věřím, že se musím stále a horečnatě věnovat tvůrčí práci, aby nebyl důvod k lítosti…, tak činil můj talent, ale i má práce. Jako nejupřímnější vděk k Vaší Eminenci jsem Vám dedikoval jakési nábožné písně, dle módy hudebně zpracovány a obecně známy jako moteta, o kterých věřím, že by mohla být užitečná pro ty, již jsou hudebně zdatní, a především pro ty, již jsou náležitě hudebně vzděláni.“ | “ |

| „ | „… Komu jinému pak věnovat tyto kusy umění a piety, nežli Vám, který jste celý život zasvětil božskému kultu a byl jím po celý život tak posilován! Cítím, že jsem povinen Vám poskytnout první ovoce mé práce, kterou jste povzbuzoval a učinil možnou ….“ | “ |

Victoria v dlouhém a komplikovaně sestaveném úvodu pro kardinála klade na první místo především fakt, že byl k hudbě přiveden až po příchodu do Říma, tedy po intervenci kardinála a skladatelově odjezdu do Itálie. Je samozřejmě do očí bijící, že Victoria nezískal veškeré hudební dovednosti až v Římě, ale to, co potřebuje talent k dosažení úspěchu, totiž praxi, znalosti a vytříbenou techniku, mu dodal až přístup do hudební elity tehdejšího světa.
Roku 1573 již Victoria zastával dva významné hudební posty. V Collegiu Germanicu a také v Římském semináři. V kolegiu byla téhož roku vydána nová pravidla, ve kterých se výrazně zvýšila preference hudebního vyučování na úkor samotné liturgiky, je zřízen pravidelný sbor a kapelníkem je jmenován právě Victoria. V semináři byl zaměstnán jako maestro di capella, a to přibližně od podzimu 1571. Je pravděpodobné, že se stal nástupcem Palestrinovým, který z této pozice odešel v září téhož roku poté, co jeho dva synové složili závěrečné zkoušky.
V jubilejním roce založení kolegia, tedy roku 1575, konečně vykrystalizovaly majetkové poměry kolegia tím, že na něj papež Řehoř XIII. konečně převedl vlastnictví chrámu, který byl kolegiu do té doby pouze svěřen do péče (chrám sv. Apolináře v Římě). Současně s tímto faktickým posunem se Victoria (v té době zastávající funkci „moderator musicae“) stal i faktickým kapelníkem a ředitelem hudby v tomto hlavním kolejním kostele. Protože jej jeho povinnosti při budování pravidelného sboru a při frekvenci až několika vystoupení týdně zřejmě časově velmi zaneprázdnily, ukončil své působení v chrámu santa Maria di Monserrato. Avšak pro Victoriu byl nový rektor velkým a horlivým zastáncem liturgické hudby jako takové, včetně výuky a provozování i nejnáročnější polyfonní hudby té doby (což do té doby nebylo v duchovních kruzích nikterak obvyklé). Poměr duchovní a hudební výuky se oproti původnímu směřování kolegia výrazně změnil ve prospěch hudby. U přijímacích zkoušek začali být upřednostňováni studenti vykazující hudební nadání nebo pěvecký talent.

### Duchovní kariéra
Rok 1575 nebyl pro Victoriu důležitý jen pro budování jeho hudební kariéry, ale také pro začátek jeho kariéry duchovní. Ve dnech 6. a 13. března se konala zkouška mající osvědčit jeho znalosti v liturgii, výkladu bible a v dalších souvisejících dovednostech. Nejprve byl ustanoven jáhnem, 25. dubna byl vysvěcen na kněze. Bylo mu pouhých dvacet sedm let. Po svém vysvěcení opouští Victoria místo ředitele hudby na kolegiu a 8. června 1578 začal pracovat jako kaplan v kostele san Girolamo della Carità, na tomto místě strávil dalších 7 let, až do 7. května 1585. Victoria zde však od počátku nebyl nijak finančně zajištěn, vyjma stravy a bydlení sestávaly jeho příjmy jen z příležitostných darů španělských chrámů a mecenášů. Teprve roku 1579, kdy papež Řehoř XIII. provedl reformu finančního hospodaření církve, mu byla osobním papežovým přípisem přiznána penze 200 dukátů ročně a několik dalších menších beneficií z jiných farností, ve kterých Victoria působil. Jeho celkový pravidelný roční příjem z těchto požitků činil asi 307 dukátů.
Během doby, kdy byl Tomás Luis duchovním v kostele S. Girolamo, publikoval několik dalších sbírek svých skladeb. Nejprve v roce 1576 soubor mší, hymnů a žalmů, v roce 1581 pak dvě sbírky žalmů a antifon.
V roce 1583 byla vydána kniha devíti mší obsahující i známé Rekviem a věnovaná španělskému králi Filipu II. V témže roce stačil ještě Victoria dokončit a připravit k tisku upravené a doplněné vydání knihy motet (svého prvního díla). V roce 1585 vychází jeho největší dílo Officium Hebdomadae Sanctae a druhý soubor motet.
Pokud se zaměříme na osobnosti, kterým Victoria dedikoval svá díla, narazíme na zajímavý soubor myšlenek skladatele. Soubory Cantica B. Virginis a Hymni totius anni byly věnovány v prvním případě kardinálovi Michele Bonellimu (příteli z dob studií na Collegiu Germanicu asi z roku 1565) a v případě druhém papeži Řehořovi XIII. Obě věnování vypovídají pravděpodobně o vděku k oběma osobnostem, dost možná o jejich podpoře směrem k Victoriovi. Další dvě dedikace, španělskému králi Filipu II. a jeho tehdy třiadvacetiletému zeti Karlu Emanuelovi Savojskému, jenž se 11. března 1585 v Zaragoze oženil s Filipovou dcerou princeznou Kateřinou, vypovídají o únavě hudebníka vcházejícího do druhé půle života, vyčerpaného stálým bojem o peníze i neutuchající špatně placenou hudební prací v Itálii. Jakkoliv byl v Itálii i Římě znám, uznáván i ctěn, zatoužil po návratu do rodného kraje.

### Návrat do vlasti
Podle nejnovějších výzkumů se jako nejpravděpodobnější datum jeho návratu do Španělska jeví rok 1587, kdy je zadokumentován jeho nástup do funkce osobního kaplana královny vdovy Marie, která na sklonek svého života uchýlila do královského kláštera bosých klarisek v Madridu. V této pozici sloužil až do královniny smrti v roce 1603, tedy celých šestnáct let. Současně byl také sbormistrem chlapeckého sboru zřízeného při klášteru. Až do své smrti v roce 1611 sloužil také jako klášterní varhaník. Pochopení jeho poslední životní kapitoly si však zaslouží obsáhlejší pojednání.
Klášter de las Descaltzas de Santa Clara de la Villa v Madridu, se kterým byl závěr skladatelova života tak nerozlučně spjat, byl založen roku 1564. První abatyše, Sor Juana de la Cruz, se těšila přízni a konexím v nejvyšších španělských společenských vrstvách. Její bratr, Francisco de Borja, byl vévodou z Gandíi, dokud se nestal třetím představeným španělské větve Společenstva Ježíšova. Hlavním klášterním patronkou byla Joanna, sestra krále Filipa II. V klášteře neplatila pro ženské konventy tak typická přísná separace, sestry se v omezené míře (především na mších) mohly setkávat s hudebníky, zpěváky a hojně i učenci. Od klášterní budovy, kde přebývaly řádové sestry, však byly ostatní budovy (dům kaplana, zpěváků atd.) přísně odděleny. Odděleně se podávalo i jídlo. Denně se povinně sloužily alespoň dvě mše, většinou za doprovodu zpěvu i varhan. V roce 1578 na popud reformy papeže Řehoře XIII. nařídil král zdvojnásobit počet zpěváků na 12, aby „každý hlas mohl být zpíván třemi pěvci“. Zdvojnásobeny byly také platy. Roční příjem zpěváka byl zvýšen na 400 dukátů, sbormistr – capellán mayor – pobíral 800 dukátů. Polyfonní hudba se zpívala na každý velký liturgický svátek, stejně jako na Velký pátek a Velikonoční neděli. Místo sbormistra bylo obsazováno tajnou volbou, a to doživotně. Pro kapelníka byl také ještě vyčleněn plat 10.000 maravediů za výuku mladých chlapců – zpěváků ve sboru. Plat varhaníka byl stanoven na 40.000 maravediů ročně. V roce 1601 byl počet chlapců – sboristů – zvýšen na šest, aby byla pokryta zvýšená poptávka po zpěvu při některých částech liturgického roku (např. ve Svatém týdnu). Tito chlapci dostávali roční plat 50 dukátů a měli povinnost účastnit se denních zkoušek a vyučování polyfonie, zpěvu a chorálu. Ve stejném roce byl také kolektiv hudebníků doplněn o fagotistu (bajón) s ročním platem 40.000 maravediů s povinností „asistovat sboru se svým nástrojem a sloužit při denní hudbě v kapli“.
Královna vdova María, jíž sloužil Victoria až do její smrti jako osobní kaplan a zpovědník, byla velmi významnou členkou evropských panovnických dvorů. Jelikož měla významný vztah i k českým zemím, je na místě malá poznámka. Žila v letech 1528–1603. Byla ve vztahu k třem evropským císařům – byla dcerou císaře římského a krále španělského Karla V., manželkou císaře římského a krále českého a uherského Maxmiliána II. a matkou římských císařů a českých a uherských králů Rudolfa II. a Matyáše. Po smrti svého manžela 12. října 1576 se rozhodla již dále nesetrvávat v Praze a se svou neoddanější dcerou ze svých 15 patnácti dětí – princeznou Margaretou – odjíždí roku 1581 z českého hlavního města. Do Madridu dorazily o rok později. Útočiště nalezly až do konce svého života v klášteře Descalzas Reales v Madridu, jenž se stal pro obě domovem až do jejich smrti. Pro Victoriu se fakt, že se stal královniným zpovědníkem, stává v prvé řadě „vstupenkou“ do vyšší společnosti. Život v Madridu, který se stal novým hlavním městem Španělska až v roce 1560 po definitivním sjednocení říše, měl však pro skladatele i další pozitiva. Když pomineme život v luxusních poměrech královského kláštera, znamenal pro něj návrat především kontakt se svou rodinou. Denně se setkával se svým nejstarším bratrem Dr. Agustínem de Victoria, jenž byl stejně jako Tomás Luis osobním kaplanem královny vdovy, a také s dalším bratrem žijícím v Madridu, Jeanem Luisem. Díky benevolenci kláštera si mohl také užívat vcelku velké svobody pohybu mimo klášter, a dokonce i za hranicemi Španělska. Takto podnikl roku 1592 cestu do Říma, kde připravil k vydání svoji sbírku mší Missae quatuor, quinque, sex, et octo vocibus concinendae, kterou dedikoval synu královny vdovy kardinálu Albertovi, budoucímu vládci španělského Holandska. V Římě jej také zastihla zpráva o porážce tureckého vojska u Záhřebu. Čtyřmi římskými kardinály byla pak slavena velká mše a na večerních nešporách zpívali zpěváci nové Victoriovo moteto Surge Debora et loquere canticum.
Po svém návratu z roční cesty do Říma se Victoria vrací do kláštera Descalzas Reales ke královně vdově opět jako její soukromý kaplan. Celých sedmnáct let, kdy stál po boku královně vdově, však skladatel sloužil konventu zároveň jako maestro di capilla bez nároků na další plat. Po její smrti 26. února 1603 se však této funkce vzdal a v konventu nadále působil jen jako varhaník.
Je zajímavé, že ač Victoria zřejmě často pomýšlel na odchod z Madridu do některé z diecézí, kde by mohl jako tehdy již proslavený hudebník lehce najít místo v některé z katedrál, nepřesvědčila jej nakonec ani nabídka z rodné Ávily, která přišla kolem roku 1587. Hlavním důvodem se zdají být peníze, jelikož roční příjem v katedrále se pohyboval maximálně okolo 900 dukátů, přičemž Victoriovy příjmy v klášteře spolu s různými požitky za vydané skladby a jinými vedlejšími příjmy činily už tehdy přibližně 1227 dukátů ročně. Navíc měl v klášteře mnohem více času na komponování i katalogizace a úpravy svých starších skladeb, např. další upravené vydání knihy motet z roku 1589. V tomtéž roce bylo vytištěno další jeho dílo – Duchovní zpěvy.
Ve starších životopisech Tomáse Luise de Victoria je jeho závěrečná kapitola života v klášteře většinou popisována jako žití člověka na výsluní královského blahobytu, avšak bez jakéhokoliv hmotného zajištění. Teprve poslední průzkumy dokumentů ve Španělsku dokazují, že skladatel sice nežil ve velkém hmotném nadbytku, ale chudobou přece jen netrpěl. Po roce 1600 dostával jen za varhanní hru pro klášter plat 40 000 maravediů ročně. V roce 1606 mu byla tato renta zvýšena zásahem samotného krále Filipa III. na 75 000 maravediů. V roce 1604 byly v klášterním kostele známým vlámským varhanářem v královských službách Hansem Brevosem zbudovány zcela nové moderní varhany, což zajisté přispělo k částečnému zaplašení myšlenek na odchod skladatele do důchodu. Roku 1611, v předtuše brzkého konce, využil Victoria svého vlivu u krále a doporučuje mu v případě své smrti jako svého nástupce Peréze de Medrano. Jen o osm týdnů později, v sobotu 27. srpna 1611 skladatel zemřel. Pohřben byl s velkými poctami v klášteře Descalzas Reales.
V několika dostupných zahraničních pramenech lze nalézt několik více či méně obsáhlých statí shrnujících Victoriovu finanční situaci po roce 1600, jenž vypovídá o obtížných finančních poměrech i tak zavedených skladatelů, jakým Tomás Luis nepochybně byl. Pokusme se tedy shrnout předešlé publikované výsledky.
Největším zdrojem skladatelových příjmů byly zcela jistě dary španělských diecézí a katedrál. Nejednalo se však o dary jako takové, moderním jazykem bychom je mohli spíše nazvat tantiémami za provozování Victoriových skladeb. K výběru těchto peněz byli většinou zmocněni profesionální agenti. Tito agenti měli také za úkol doručovat objednané výtisky do jednotlivých chrámů a škol. Pro ilustraci můžeme zmínit alespoň výběr 900 reálů z Limy roku 1598, 50 dukátů z katedrály v Málaze roku 1604, dar 100 dukátů za několik knih hudby pro arcivévodu Alberta roku 1604 atd. Nepochybně dostával také přímé platby za prodej notového materiálu. Z roku 1598 je například známa objednávka v celkové výši 200 sestav jednotlivých hlasových knih, po jejich zhotovení v roce 1600 byly rychle rozprodány. Podobně se zachoval Victoriův dopis určený urbinskému vévodovi Francescovi Maria II. della Rovere s dotazem, zdali již zaslaný komplet 1600 knih partů dorazil do Urbina. Celkové náklady na tisk údajně dosáhly 2500 reálů (227 dukátů), přičemž prodejní cena jedné sestavy byla 150 reálů (asi 14 dukátů). Celkový profit z této zakázky byl tedy asi 1133 dukátů, což se rovnalo všem jeho ostatním ročním příjmům. Stejně tak Victoria zřejmě finančně zaznamenal stále vyšší počet svých vydávaných skladeb v Římě, jen ve Španělsku pak po svém návratu publikoval třikrát (1592, 1600 a 1605). Po smrti královny vdovy vydaná sbírka Officium Defunctorum byla dokonce v luxusním provedení na přepychovém papíře velkého formátu. Mimo tyto nepravidelné příjmy pobíral Victoria již výše zmíněný plat jako varhaník, což spolu s faktem, že měl v klášteře zdarma stravu a bydlení, představovalo již samo o sobě slušný základ. Z těchto faktů tedy vyplývá, že skladatel nikdy netrpěl větším hmotným nedostatkem, protože se dokázal díky vlastní práci a podnikavosti při rozšiřování své hudby v závěru života dostatečně finančně zajistit.